# Geppella
Geppella es un género monotípico de algas, perteneciente a la familia Codiaceae.